# Neolloydia
Genre
Neolloydia est un genre de cactus trouvé seulement dans des zones de désert broussailleux du sud du Texas et du désert de Chihuahua au nord-est du Mexique.

## Liste d'espèces
Selon Catalogue of Life (17 septembre 2017) :
- Neolloydia conoidea (DC.) Britton & Rose
- Neolloydia matehualensis Backeb.